# Ném đĩa
Ném đĩa (tiếng Anh: discus hoặc discus throw) là một nội dung điền kinh trong đó vận động viên ném một chiếc đĩa hình tròn sao cho có quãng đường bay xa hơn đối thủ của mình. Đây là một môn thể thao cổ đại và được mô tả qua bức tượng nổi tiếng vào thế kỷ thứ 5 TCN của Myron, Discobolus hay Diskobólos (tiếng Việt: Lực sĩ ném đĩa). Mặc dù không nằm trong nội dung năm môn phối hợp hiện đại, đây lại là một trong năm phần thi của năm môn phối hợp Hy Lạp cổ đại, môn thi đấu có niên đại từ năm 708 TCN.

## Lịch sử

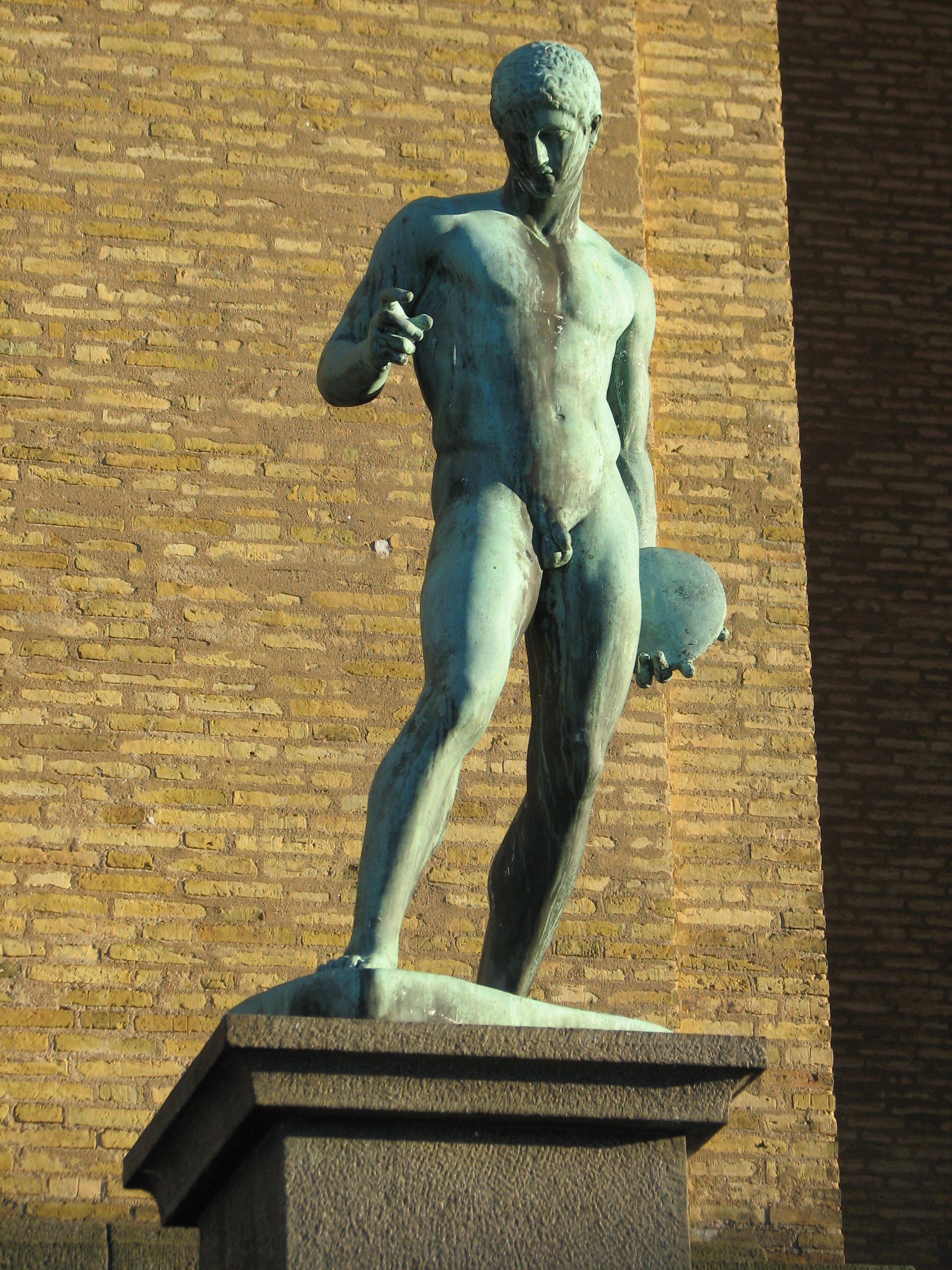
Phiên bản hiện đại của tượng Diskophoros, do Alkamenes tạc, đặt tại Bảo tàng Nghệ thuật Göteborg

Ném đĩa là một phần thủ tục của hầu hết các cuộc hội ngộ điền kinh ở mọi cấp độ và là môn thể thao có tính biểu tượng của Thế vận hội. Cuộc thi của nam nằm trong Thế vận hội Mùa hè kể từ kỳ đại hội đầu tiên năm 1896. Hình ảnh các vận động viên ném đĩa trở thành hình ảnh trang trí cho quảng cáo của các kỳ Thế vận hội đầu tiên, ví dụ như các con tem gây quỹ cho kỳ đại hội 1896 và áp phích chính của Thế vận hội Mùa hè 1920 và 1948.
Môn ném đĩa được khởi phát trở lại ở Magdeburg, Đức nhờ Christian Georg Kohlrausch và các học trò của ông vào thập niên 1870. Các tác phẩm của ông về ném đĩa và các kỹ thuật ném thời kỳ đầu đã được xuất bản từ năm 1880.
Vận động viên hiện đại đầu tiên có tư thế ném đĩa cùng lúc xoay toàn bộ thân người là František Janda-Suk của Čechy (nay là Cộng hòa Séc). Ông sáng tạo ra kĩ thuật này khi nghiên cứu tư thế của bức tượng Discobolus (người ném đĩa) nổi tiếng. Chỉ một năm sau khi phát triển kĩ thuật này ông đã giành được huy chương bạc Thế vận hội năm 1900.
Nội dung của nữ được bổ sung vào chương trình tại Thế vận hội Mùa hè 1928, mặc dù phụ nữ đã thi đấu ném đĩa tại một số cấp độ quốc gia và khu vực từ trước đó.

## Mô tả
Chiếc đĩa (discus), đối tượng được ném, là một đĩa nặng lồi hai bên. Đối với nội dung của nam đĩa có khối lượng 2 kilôgam (4,4 lb) cùng đường kính 0,219 – 0,221 m. Đối với nữ lần lượt là 1 kilôgam (2,2 lb) và 0,180 – 0,182 m.
Theo luật của IAAF, các vận động viên nam thiếu niên (16–17 tuổi) ném đĩa nặng 1,5 kilôgam (3,3 lb), nam trẻ (18–19 tuổi) ném đĩa đặc biệt nặng 1,75 kilôgam (3,9 lb), còn các vận động viên nữ ở các nhóm tuổi trên ném đĩa nặng 1 kg.
Trong thi đấu quốc tế, các vận động nam trưởng thành tuổi từ 20 tới 49 ném đĩa 2 kg. Đĩa 1,5 kilôgam (3,3 lb) dành cho lứa tuổi 50–59, trong khi lứa tuổi 60 trở lên dùng đĩa 1 kilôgam (2,2 lb). Các nữ vận động viên trưởng thành dưới 74 tuổi ném đĩa 1 kilôgam (2,2 lb) còn từ tuổi 75 trở về sau là đĩa nặng 0,75 kilôgam (1,7 lb).
Hai mặt của một chiếc đĩa thông thường làm từ chất dẻo, gỗ, sợi thủy tinh, sợi cacbon hoặc kim loại, với vành và lõi bằng kim loại để đạt trọng lượng mong muốn. Vành phải trơn tru bằng phẳng, không bị lởm chởm và không có chỗ để ngón tay. Một chiếc đĩa có vành nặng hơn tạo ra mômen động lượng lớn hơn ở cùng tốc độ quay, do đó bay ổn định hơn nhưng lại khó ném hơn. Tuy vậy nếu ném đúng cách thì đĩa có vành nặng hơn sẽ ném xa hơn. Đôi khi người ta cũng dùng đĩa cao su rắn.
Khi thực hiện cú ném, vận động viên đứng ở một vòng tròn đường kính 2.5 m (8 ft 21⁄4 in), thụt vào 20 mm trong một bệ bê tông. Khi chuẩn bị ném, người ném thường quay lưng lại với hướng ném. Người đó sau đó xoay ngược chiều kim đồng hồ (đối với người thuận tay phải) khoảng một vòng rưỡi trong vòng tròn để lấy đà rồi thả tay ra khỏi đĩa. Chiếc đĩa phải đáp xuống khu vực hình quạt có góc ở tâm là 34,92 độ. Luật thi đấu của ném đĩa giống gần như hoàn toàn với luật của đẩy tạ, ngoại trừ vòng tròn lớn hơn, không có tấm chặn và không có luật liên quan tới cách ném.
Trọng tài đo khoảng cách từ rìa ngoài vòng tròn tới điểm tiếp đất và các khoảng cách tính theo mét sẽ được làm tròn tới số thập phân thứ hai. Cú ném xa nhất của vận động viên trong số các cú ném cho phép, thường là ba tới sáu lần, sẽ là kết quả cuối cùng của người đó. Người nào có cú ném đúng luật xa nhất là người chiến thắng. Nếu có kết quả hòa thì sẽ so sánh tiếp kết quả xem ai có cú ném tốt thứ hai xa hơn.
Cử động cơ bản là cử động ngang vai thuận tay. Chiếc đĩa sẽ tách ra khỏi ngón trỏ hoặc ngón giữa của bàn tay ném. Đĩa sẽ xoay thuận chiều kim đồng hồ khi nhìn từ trên xuống đối với người thuận tay phải, và ngược chiều kim đồng hồ đối với người thuận tay trái. Cùng với việc đạt động lượng tối đa khi ném đĩa, tầm xa của cú ném cũng được quyết định bởi quỹ đạo mà người ném tạo ra, cũng như hoạt động khí động học của chiếc đĩa. Nói chung cú ném ngược chiều gió vừa phải sẽ đạt khoảng cách tối đa. Một chiếc đĩa xoay nhanh hơn tạo ra tính ổn định hồi chuyển lớn hơn. Kĩ thuật ném đĩa không dễ để nắm bắt và cần nhiều kinh nghiệm nên các vận động viên ném đĩa hàng đầu thường ở độ tuổi 30 trở lên.

## Top 15 vận động viên xuất sắc nhất

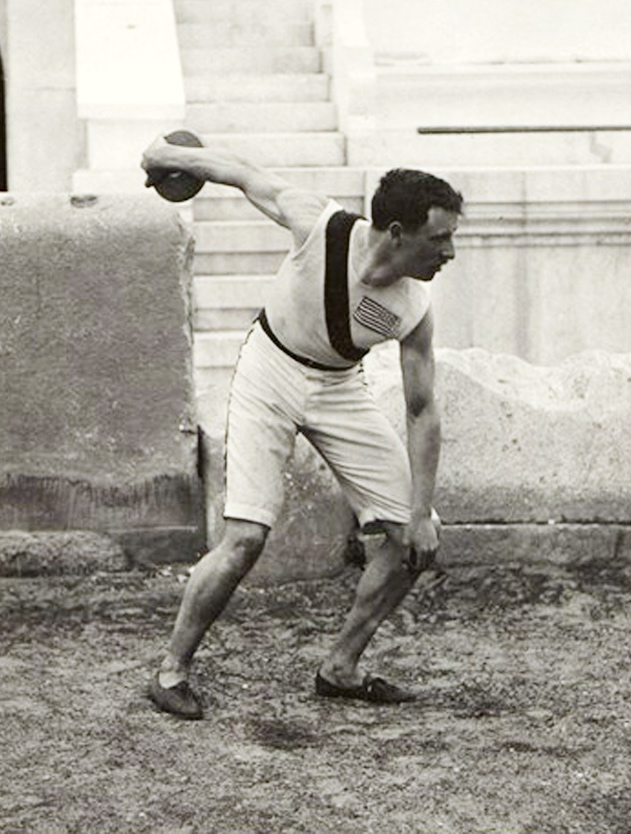
Robert Garrett tại Thế vận hội Mùa hè 1896

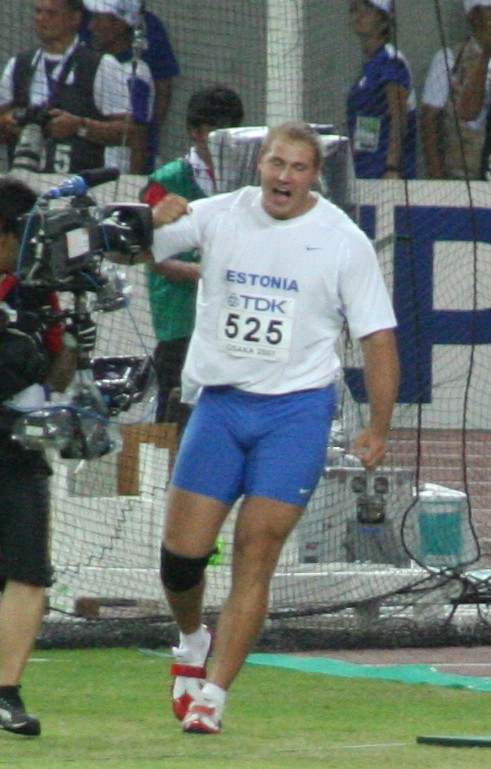
Gerd Kanter ở Osaka

Tính tới tháng 6 năm 2015.

### Nam
| Hạng | Thành tích                | Vận động viên            | Địa điểm       | Ngày xác lập         |
| ---- | ------------------------- | ------------------------ | -------------- | -------------------- |
| 1    | 74.08 m (243 ft 01⁄2 in)  | Jürgen Schult (GDR)      | Neubrandenburg | 6 tháng 6 năm 1986   |
| 2    | 73.88 m (242 ft 41⁄2 in)  | Virgilijus Alekna (LTU)  | Kaunas         | 3 tháng 8 năm 2000   |
| 3    | 73.38 m (240 ft 83⁄4 in)  | Gerd Kanter (EST)        | Helsingborg    | 4 tháng 9 năm 2006   |
| 4    | 71.86 m (235 ft 9 in)     | Yuriy Dumchev (URS)      | Moskva         | 29 tháng 5 năm 1983  |
| 5    | 71.84 m (235 ft 81⁄4 in)  | Piotr Małachowski (POL)  | Hengelo        | 8 tháng 6 năm 2013   |
| 6    | 71.70 m (235 ft 23⁄4 in)  | Róbert Fazekas (HUN)     | Szombathely    | 14 tháng 7 năm 2002  |
| 7    | 71.50 m (234 ft 63⁄4 in)  | Lars Riedel (GER)        | Wiesbaden      | 3 tháng 5 năm 1997   |
| 8    | 71.32 m (233 ft 113⁄4 in) | Ben Plucknett (USA)      | Eugene         | 4 tháng 6 năm 1983   |
| 9    | 71.26 m (233 ft 91⁄2 in)  | John Powell (USA)        | San Jose       | 9 tháng 6 năm 1984   |
| 9    | 71.26 m (233 ft 91⁄2 in)  | Rickard Bruch (SWE)      | Malmö          | 15 tháng 11 năm 1984 |
| 9    | 71.26 m (233 ft 91⁄2 in)  | Imrich Bugár (TCH)       | San Jose       | 25 tháng 5 năm 1985  |
| 12   | 71.18 m (233 ft 61⁄4 in)  | Art Burns (USA)          | San Jose       | 19 tháng 7 năm 1983  |
| 13   | 71.16 m (233 ft 51⁄2 in)  | Wolfgang Schmidt (GDR)   | Berlin         | 9 tháng 8 năm 1978   |
| 14   | 71.14 m (233 ft 43⁄4 in)  | Anthony Washington (USA) | Salinas        | 22 tháng 5 năm 1996  |
| 15   | 71.06 m (233 ft 1⁄2 in)   | Luis Delís (CUB)         | La Habana      | 21 tháng 5 năm 1983  |

### Nữ
| Hạng | Thành tích                | Vận động viên             | Địa điểm        | Ngày xác lập        |
| ---- | ------------------------- | ------------------------- | --------------- | ------------------- |
| 1    | 76.80 m (251 ft 111⁄2 in) | Gabriele Reinsch (GDR)    | Neubrandenburg  | 9 tháng 7 năm 1988  |
| 2    | 74.56 m (244 ft 71⁄4 in)  | Zdeňka Šilhavá (TCH)      | Nitra           | 26 tháng 8 năm 1984 |
| 2    | 74.56 m (244 ft 71⁄4 in)  | Ilke Wyludda (GDR)        | Neubrandenburg  | 23 tháng 7 năm 1989 |
| 4    | 74.08 m (243 ft 01⁄2 in)  | Diana Sachse (GDR)        | Karl-Marx-Stadt | 20 tháng 6 năm 1987 |
| 5    | 73.84 m (242 ft 3 in)     | Daniela Costian (ROU)     | Bucharest       | 30 tháng 4 năm 1988 |
| 6    | 73.36 m (240 ft 8 in)     | Irina Meszynski (GDR)     | Praha           | 17 tháng 8 năm 1984 |
| 7    | 73.28 m (240 ft 5 in)     | Galina Savinkova (URS)    | Donetsk         | 8 tháng 9 năm 1984  |
| 8    | 73.22 m (240 ft 21⁄2 in)  | Tsvetanka Khristova (BUL) | Kazanlak        | 19 tháng 4 năm 1987 |
| 9    | 73.10 m (239 ft 93⁄4 in)  | Gisela Beyer (GDR)        | Berlin          | 20 tháng 7 năm 1984 |
| 10   | 72.92 m (239 ft 23⁄4 in)  | Martina Hellmann (GDR)    | Potsdam         | 20 tháng 8 năm 1987 |
| 11   | 72.14 m (236 ft 8 in)     | Galina Murašova (URS)     | Praha           | 17 tháng 8 năm 1984 |
| 12   | 71.80 m (235 ft 63⁄4 in)  | Mariya Vergova (BUL)      | Sofia           | 13 tháng 7 năm 1980 |
| 13   | 71.68 m (235 ft 2 in)     | Tiêu Diễm Linh (CHN)      | Bắc Kinh        | 14 tháng 3 năm 1992 |
| 14   | 71.58 m (234 ft 10 in)    | Ellina Zvereva (URS)      | Leningrad       | 12 tháng 6 năm 1988 |
| 15   | 71.50 m (234 ft 63⁄4 in)  | Evelin Jahl (GDR)         | Potsdam         | 10 tháng 5 năm 1980 |

## Vận động viên giành huy chương Thế vận hội

### Nam
| Đại hội               | Vàng                     | Bạc                              | Đồng                      |
| --------------------- | ------------------------ | -------------------------------- | ------------------------- |
| Athens 1896           | Robert Garrett (USA)     | Panagiotis Paraskevopoulos (GRE) | Sotirios Versis (GRE)     |
| Paris 1900            | Rudolf Bauer (HUN)       | František Janda-Suk (BOH)        | Richard Sheldon (USA)     |
| St. Louis 1904        | Martin Sheridan (USA)    | Ralph Rose (USA)                 | Nikolaos Georgantas (GRE) |
| Luân Đôn 1908         | Martin Sheridan (USA)    | Merritt Giffin (USA)             | Bill Horr (USA)           |
| Stockholm 1912        | Armas Taipale (FIN)      | Richard Byrd (USA)               | James Duncan (USA)        |
| Antwerpen 1920        | Elmer Niklander (FIN)    | Armas Taipale (FIN)              | Gus Pope (USA)            |
| Paris 1924            | Bud Houser (USA)         | Vilho Niittymaa (FIN)            | Thomas Lieb (USA)         |
| Amsterdam 1928        | Bud Houser (USA)         | Antero Kivi (FIN)                | James Corson (USA)        |
| Los Angeles 1932      | John Anderson (USA)      | Henri LaBorde (USA)              | Paul Winter (FRA)         |
| Berlin 1936           | Ken Carpenter (USA)      | Gordon Dunn (USA)                | Giorgio Oberweger (ITA)   |
| Luân Đôn 1948         | Adolfo Consolini (ITA)   | Giuseppe Tosi (ITA)              | Fortune Gordien (USA)     |
| Helsinki 1952         | Sim Iness (USA)          | Adolfo Consolini (ITA)           | James Dillion (USA)       |
| Melbourne 1956        | Al Oerter (USA)          | Fortune Gordien (USA)            | Des Koch (USA)            |
| Roma 1960             | Al Oerter (USA)          | Rink Babka (USA)                 | Dick Cochran (USA)        |
| Tokyo 1964            | Al Oerter (USA)          | Ludvík Daněk (TCH)               | Dave Weill (USA)          |
| Thành phố México 1968 | Al Oerter (USA)          | Lothar Milde (GDR)               | Ludvík Daněk (TCH)        |
| München 1972          | Ludvík Daněk (TCH)       | Jay Silvester (USA)              | Ricky Bruch (SWE)         |
| Montréal 1976         | Mac Wilkins (USA)        | Wolfgang Schmidt (GDR)           | John Powell (USA)         |
| Moskva 1980           | Viktor Rashchupkin (URS) | Imrich Bugár (TCH)               | Luis Delís (CUB)          |
| Los Angeles 1984      | Rolf Danneberg (FRG)     | Mac Wilkins (USA)                | John Powell (USA)         |
| Seoul 1988            | Jürgen Schult (GDR)      | Romas Ubartas (URS)              | Rolf Danneberg (FRG)      |
| Barcelona 1992        | Romas Ubartas (LTU)      | Jürgen Schult (GER)              | Roberto Moya (CUB)        |
| Atlanta 1996          | Lars Riedel (GER)        | Vladimir Dubrovshchik (BLR)      | Vasiliy Kaptyukh (BLR)    |
| Sydney 2000           | Virgilijus Alekna (LTU)  | Lars Riedel (GER)                | Frantz Kruger (RSA)       |
| Athens 2004           | Virgilijus Alekna (LTU)  | Zoltán Kővágó (HUN)              | Aleksander Tammert (EST)  |
| Bắc Kinh 2008         | Gerd Kanter (EST)        | Piotr Małachowski (POL)          | Virgilijus Alekna (LTU)   |
| Luân Đôn 2012         | Robert Harting (GER)     | Ehsan Haddadi (IRI)              | Gerd Kanter (EST)         |

### Nữ
| Đại hội               | Vàng                          | Bạc                           | Đồng                            |
| --------------------- | ----------------------------- | ----------------------------- | ------------------------------- |
| Amsterdam 1928        | Halina Konopacka (POL)        | Lillian Copeland (USA)        | Ruth Svedberg (SWE)             |
| Los Angeles 1932      | Lillian Copeland (USA)        | Ruth Osburn (USA)             | Jadwiga Wajs (POL)              |
| Berlin 1936           | Gisela Mauermayer (GER)       | Jadwiga Wajs (POL)            | Paula Mollenhauer (GER)         |
| Luân Đôn 1948         | Micheline Ostermeyer (FRA)    | Edera Gentile (ITA)           | Jacqueline Mazéas (FRA)         |
| Helsinki 1952         | Nina Romashkova (URS)         | Yelisaveta Bagriantseva (URS) | Nina Dumbadze (URS)             |
| Melbourne 1956        | Olga Fikotová (TCH)           | Irina Beglyakova (URS)        | Nina Romashkova (URS)           |
| Roma 1960             | Nina Romashkova (URS)         | Tamara Press (URS)            | Lia Manoliu (ROU)               |
| Tokyo 1964            | Tamara Press (URS)            | Ingrid Lotz (EUA)             | Lia Manoliu (ROU)               |
| Thành phố México 1968 | Lia Manoliu (ROU)             | Liesel Westermann (FRG)       | Jolán Kleiber-Kontsek (HUN)     |
| München 1972          | Faina Melnyk (URS)            | Argentina Menis (ROU)         | Vasilka Stoeva (BUL)            |
| Montréal 1976         | Evelin Schlaak (GDR)          | Mariya Vergova (BUL)          | Gabriele Hinzmann (GDR)         |
| Moskva 1980           | Evelin Jahl (GDR)             | Mariya Petkova (BUL)          | Tatyana Lesovaya (URS)          |
| Los Angeles 1984      | Ria Stalman (NED)             | Leslie Deniz (USA)            | Florența Crăciunescu (ROU)      |
| Seoul 1988            | Martina Hellmann (GDR)        | Diana Gansky (GDR)            | Tsvetanka Khristova (BUL)       |
| Barcelona 1992        | Maritza Martén (CUB)          | Tsvetanka Khristova (BUL)     | Daniela Costian (AUS)           |
| Atlanta 1996          | Ilke Wyludda (GER)            | Natalya Sadova (RUS)          | Ellina Zvereva (BLR)            |
| Sydney 2000           | Ellina Zvereva (BLR)          | Anastasia Kelesidou (GRE)     | Iryna Yatchenko (BLR)           |
| Athens 2004           | Natalya Sadova (RUS)          | Anastasia Kelesidou (GRE)     | Věra Pospíšilová-Cechlová (CZE) |
| Bắc Kinh 2008         | Stephanie Brown Trafton (USA) | Yarelys Barrios (CUB)         | Olena Antonova (UKR)            |
| Luân Đôn 2012         | Sandra Perković (CRO)         | Lý Diễm Phượng (CHN)          | Yarelys Barrios (CUB)           |
| Rio de Janeiro 2016   | Sandra Perković (CRO)         | Mélina Robert-Michon (FRA)    | Denia Caballero (CUB)           |

## Huy chương giải vô địch thế giới

### Nam
| Đại hội          | Vàng                     | Bạc                         | Đồng                     |
| ---------------- | ------------------------ | --------------------------- | ------------------------ |
| Helsinki 1983    | Imrich Bugár (TCH)       | Luis Delís (CUB)            | Gejza Valent (TCH)       |
| Roma 1987        | Jürgen Schult (GDR)      | John Powell (USA)           | Luis Delís (CUB)         |
| Tokyo 1991       | Lars Riedel (GER)        | Erik de Bruin (NED)         | Attila Horváth (HUN)     |
| Stuttgart 1993   | Lars Riedel (GER)        | Dmitriy Shevchenko (RUS)    | Jürgen Schult (GER)      |
| Göteborg 1995    | Lars Riedel (GER)        | Vladimir Dubrovshchik (BLR) | Vasiliy Kaptyukh (BLR)   |
| Athens 1997      | Lars Riedel (GER)        | Virgilijus Alekna (LTU)     | Jürgen Schult (GER)      |
| Sevilla 1999     | Anthony Washington (USA) | Jürgen Schult (GER)         | Lars Riedel (GER)        |
| Edmonton 2001    | Lars Riedel (GER)        | Virgilijus Alekna (LTU)     | Michael Möllenbeck (GER) |
| Saint-Denis 2003 | Virgilijus Alekna (LTU)  | Róbert Fazekas (HUN)        | Vasiliy Kaptyukh (BLR)   |
| Helsinki 2005    | Virgilijus Alekna (LTU)  | Gerd Kanter (EST)           | Michael Möllenbeck (GER) |
| Osaka 2007       | Gerd Kanter (EST)        | Robert Harting (GER)        | Rutger Smith (NED)       |
| Berlin 2009      | Robert Harting (GER)     | Piotr Małachowski (POL)     | Gerd Kanter (EST)        |
| Daegu 2011       | Robert Harting (GER)     | Gerd Kanter (EST)           | Ehsan Haddadi (IRI)      |
| Moskva 2013      | Robert Harting (GER)     | Piotr Małachowski (POL)     | Gerd Kanter (EST)        |
| Bắc Kinh 2015    | Piotr Małachowski (POL)  | Philip Milanov (BEL)        | Robert Urbanek (POL)     |

### Nữ
| Đại hội          | Vàng                      | Bạc                        | Đồng                            |
| ---------------- | ------------------------- | -------------------------- | ------------------------------- |
| Helsinki 1983    | Martina Opitz (GDR)       | Galina Murasova (URS)      | Mariya Petkova (BUL)            |
| Roma 1987        | Martina Hellmann (GDR)    | Diana Gansky (GDR)         | Tsvetanka Khristova (BUL)       |
| Tokyo 1991       | Tsvetanka Khristova (BUL) | Ilke Wyludda (GER)         | Larisa Mikhalchenko (URS)       |
| Stuttgart 1993   | Olga Chernyavskaya (RUS)  | Daniela Costian (AUS)      | Mẫn Xuân Phong (CHN)            |
| Göteborg 1995    | Ellina Zvereva (BLR)      | Ilke Wyludda (GER)         | Olga Chernyavskaya (RUS)        |
| Athens 1997      | Beatrice Faumuina (NZL)   | Ellina Zvereva (BLR)       | Natalya Sadova (RUS)            |
| Sevilla 1999     | Franka Dietzsch (GER)     | Anastasia Kelesidou (GRE)  | Nicoleta Grasu (ROU)            |
| Edmonton 2001    | Ellina Zvereva (BLR)      | Nicoleta Grasu (ROU)       | Anastasia Kelesidou (GRE)       |
| Saint-Denis 2003 | Irina Yatchenko (BLR)     | Anastasia Kelesidou (GRE)  | Ekaterini Voggoli (GRE)         |
| Helsinki 2005    | Franka Dietzsch (GER)     | Natalya Sadova (RUS)       | Věra Pospíšilová-Cechlová (CZE) |
| Osaka 2007       | Franka Dietzsch (GER)     | Yarelys Barrios (CUB)      | Nicoleta Grasu (ROU)            |
| Berlin 2009      | Dani Samuels (AUS)        | Yarelys Barrios (CUB)      | Nicoleta Grasu (ROU)            |
| Daegu 2011       | Lý Diễm Phượng (CHN)      | Nadine Müller (GER)        | Yarelis Barrios (CUB)           |
| Moskva 2013      | Sandra Perković (CRO)     | Mélina Robert-Michon (FRA) | Yarelys Barrios (CUB)           |
| Bắc Kinh 2015    | Denia Caballero (CUB)     | Sandra Perković (CRO)      | Nadine Müller (GER)             |